# نیک چدویک
نیک چدویک (انگلیسی: Nick Chadwick؛ زادهٔ ۲۶ اکتبر ۱۹۸۲) یک بازیکن فوتبال است. 